# Marion Hutton
Marion Hutton, geboren als Marion Thornburg (Fort Smith (Arkansas), 10 maart 1919 – Kirkland (Washington), 10 januari 1987), was een Amerikaanse zangeres en actrice. Ze wordt het best herinnerd vanwege haar zang bij het Glenn Miller Orchestra van 1938 tot 1942. Ze was de zus van actrice en zangeres Betty Hutton.

## Biografie
Geboren als Marion Thornburg in Fort Smith, Arkansas, was ze de oudere zus van actrice Betty Hutton. Ze groeiden op in Battle Creek (Michigan). De vader van de zussen verliet het gezin toen ze allebei jong waren, hij pleegde later zelfmoord. Hun moeder had verschillende baantjes om het gezin te onderhouden totdat ze een succesvolle bootlegger werd. Beide zussen zongen met het Vincent Lopez Orchestra.

### Ontdekking door Glenn Miller
Hutton werd ontdekt door Glenn Miller en werd in 1938 uitgenodigd om lid te worden van het Glenn Miller Orchestra. "Ik was toen pas zeventien en dus werden Glenn en Helen Miller mijn wettelijke voogden. Hij was als een vader omdat ik nooit een vader had die ik me herinnerde". Miller wilde dat Hutton als een volledig Amerikaans meisje zou verschijnen, dus bij haar eerste paar optredens introduceerde hij haar als Sissy Jones. Het pseudoniem werd niet gebruikt na die eerste uitvoeringen.
Hutton mocht niet zingen in de nachtclubs vanwege het feit dat ze minderjarig was. Miller en zijn vrouw Helen ondertekenden papieren om zichzelf officieel pleegouders te verklaren om als Huttons chaperonne te dienen in de nachtclubs, die haar toegang tot deze locaties gaven. Marion Hutton beschouwde zichzelf meer als een entertainer dan als een zangeres. Hutton bleef een belangrijk onderdeel van de Miller-band. Ze bleef bij Miller tot het orkest in 1942 ontbond.

## Filmcarrière
Jeanine Basinger, een filmhistorica en professor aan de Wesleyan University in Middletown (Connecticut), verwijst naar Hutton in haar hoofdstuk over Marions jongere zus, actrice en zangeres Betty Hutton in het boek The Star Machine uit 2007. Basinger beweert dat Marion begin jaren 1940 populairder was dan haar zus Betty. Marion Hutton had een kleine rol in de film Orchestra Wives (Twentieth Century Fox, 1942), waarin het Glenn Miller Orchestra speelde. Nadat Miller in 1942 bij het leger kwam, ging ze met collega-Miller-artiesten Tex Beneke en The Modernaires op theatertournee.
De volgende belangrijke gebeurtenis in haar entertainmentcarrière was een rol in In Society met Abbott en Costello in 1944. Marion Hutton trad op met het Desi Arnaz-orkest in oktober 1947 in het Radio City Theatre in Minneapolis. Toen de jaren 1940 ten einde liepen, nam ook Marions carrière toe. Haar laatste filmrol was in 1949, acteren in Love Happy van The Marx Brothers.

## Privéleven
Hutton was drie keer getrouwd. Ze trouwde in 1940 met publicist en televisieproducent Jack Philbin. Zij en Philbin hadden twee zonen, John en Phillip. Haar volgende huwelijk met schrijver Jack Douglas, bracht een derde zoon voort, Peter. Peter Hemming is een bekende fotojournalist. Haar laatste en langste huwelijk was in 1954 met Vic Schoen, een arrangeur voor The Andrews Sisters en Bing Crosby, naast andere artiesten in de jaren 1940. Het stel bleef getrouwd tot aan haar dood in 1987. Terugkijkend op haar eerste huwelijk, zei ze in 1974 tegen George T. Simon: Ik wilde vooral echtgenote en moeder worden. Ik had geen drive voor een carrière.
In 1965 zocht Marion Hutton volgens The New York Times een behandeling voor verschillende verslavingen. Hutton ging terug naar school toen ze eind vijftig was. Ze behaalde twee psychologiestudies en vond werk in een plaatselijk ziekenhuis. Tijdens de jaren 1960 en 1970 woonden Hutton en Schoen in Laguna Beach (Californië), maar verhuisden later vanwege toenemende financiële problemen. In 1981 verhuisden Hutton en Schoen van Irvine (Californië) naar Kirkland (Washington) en richtten Residence XII op, een drugsverslavingscentrum om alcoholisten en verslaafden te helpen. Ze was de uitvoerend directeur.
Schoen en Hutton hebben veel geld ingezameld voor dit verslavingscentrum. Hutton en Schoen hadden allebei te kampen met alcoholisme en in de jaren 1970 konden ze eindelijk stoppen met drinken en werden ze lid van AA. Ze woonden tot eind jaren 1980 regelmatig vergaderingen bij en hielpen veel worstelende alcoholisten door hun anekdotes en levenslessen te vertellen die ze door de jaren heen hadden geleerd. Schoen arrangeerde muziek voor Glenn Miller Remembered, een PBS-productievideo opgenomen in Seattle in 1984, met in de hoofdrol Tex Beneke en Marion Hutton. Vic Schoen arrangeerde muziek voor de PBS-productie Glenn Miller- A Moonlight Serenade, gefilmd in het historische Glen Island Casino in 1984, met in de hoofdrol Tex Beneke, Johnny Desmond en Marion Hutton.

## Overlijden
Marion Hutton overleed in januari 1987 op 67-jarige leeftijd aan de gevolgen van kanker.

## Discografie
- 1939: Ding Dong the Witch is Dead, met Glenn Miller and his Orchestra, Bluebird
- 1942: That's Sabotage met Glenn Miller and his Orchestra, Victor
- 1940: The Rhumba Jumps zang met Tex Beneke, met Glenn Miller and his Orchestra, Bluebird
- 1940: Say 'Si Si' met Glenn Miller and his Orchestra, Bluebird
- 1942: (I've Got a Gal in) Kalamazoo zang met Tex Beneke and the Modernaires, met Glenn Miller and his Orchestra, Victor

- Biblioteca Nacional de España: XX1559565
- Bibliothèque nationale de France: cb13895435s (data)
- Gemeinsame Normdatei: 134413490
- International Standard Name Identifier: 0000 0001 0776 1441
- Library of Congress Control Number: n94108927
- MusicBrainz: c72fb83c-8421-422c-aa54-64b245e45b73
- Nationale Bibliotheek van Israël: 987007408553705171
- SNAC: w6tk1jj9
- Système universitaire de documentation: 157337847
- Virtual International Authority File: 2656399
- WorldCat: E39PBJcgr9DkpQDgjkdFq4w9jC